# Enciclopedia Espasa

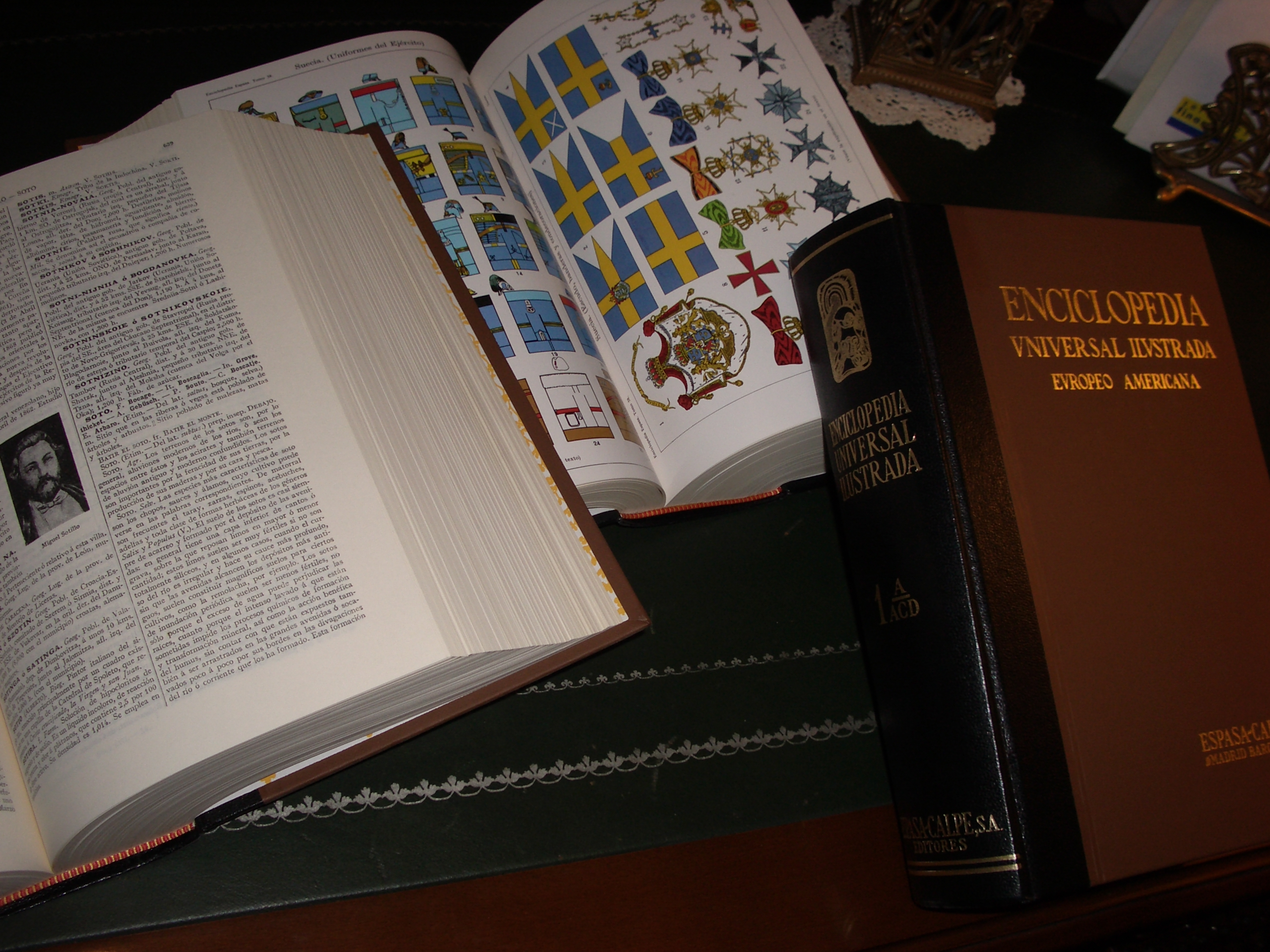
Енциклопедія Эспаса

Універсальна ілюстрована євро-американська енциклопедія (ісп. Enciclopedia universal ilustrada europeo-americana), також Енциклопедія Еспаса (ісп. Enciclopedia Espasa), або Эспаса-Кальпе (ісп. Espasa-Calpe) — найбільша універсальна іспаномовна енциклопедія.
Видана іспанською мовою в першій третині XX століття (1908—1930). Випуск розпочато видавництвом Editorial Espasa, яке заснував у 1860 році Хосе Еспаса Ангера. З приходом нового господаря з 1926 року видавництво стало називатися Editorial Espasa-Calpe; відповідно і сама енциклопедія іменується за однією з цих назв — Espasa, або Espasa-Calpe.
Склад: 72 томи тексту, пронумеровані з № 1 по № 70; по дві книги мають: том 18 (ч. I: Dem-Dir, ч. II: Dis-Ecz) і том 28 (ч. I: Ho-Insus, ч. II: Int-Kz). Іспанії цілком присвячений том 21. Протягом 1930—1933 років було видано десятитомний додаток, що актуалізує частина статей початкового видання.
За параметрами кількості сторінок (105 тис.) і кількості слів (165,2 млн) «Енциклопедія Эспаса» в 1986 році увійшла в Книгу рекордів Гіннеса як найдовша з надрукованих енциклопедій. Разом з Італійською енциклопедією і 11-м виданням енциклопедії Британіка входить в число найбільших енциклопедій світу.

## Передісторія енциклопедії
Історично першою універсальною енциклопедією, яка вийшла в Іспанії, була «Enciclopedia Moderna de Mellado» — «Сучасна енциклопедія» (1851—1855), ініціатором випуску якої був іспанський учений і видавець
Франсиско де Паула Мелладо. Проте 34-томна енциклопедія Мелладо була не самостійно розробленим виданням, а лише адаптацією 30-томної енциклопедії (фр. Encyclopédie moderne: dictionnarie abrége des sciences, des lettres, des arts, de l’industrie, de l’agriculture et du comerce), яку за сім років до того стали випускати у Франції спадкоємці видавця Фермена Дідо.
У 1887—1899 році в Іспанії було видано Енциклопедичний іспаноамериканський словник.
Місцем видання «Енциклопедії Эспаса» — як і попереднього їй Diccionario Enciclopédico Hispano — була Барселона.

## Специфіка енциклопедії
Рекордний обсяг енциклопедії пояснюється рядом факторів. Іспанія — старовинна колоніальна держава, завдяки чому іспанська мова зміцнилася як державна на багатьох заморських територіях, і насамперед — у країнах Латинської Америки. Відповідно, за задумом видавців «Енциклопедії Эспаса» особливий акцент спочатку був зроблений не на національний (іспанський), а як інтернаціональний звід знань по всіх країнах, які колись були іспанськими колоніями і в яких іспанська мова стала основою подальшого розвитку національних культур.
При цьому в «Енциклопедії Эспаса» фактично виявилися об'єднані під однією обкладинкою не тільки універсальна енциклопедія (що охоплює наукові та технологічні знання, історію, географію, мистецтва, біографії найбільш значимих людей), але і, частково, тлумачний словник та елементи словників іноземних слів. Так, до всіх термінів (за винятком власних імен) енциклопедія дає переклади на англійську, французьку, німецьку, есперанто і ряд інших мов. В «Енциклопедії Еспаса» докладніше, ніж в інших універсальних енциклопедіях, висвітлено розділи літератури і мистецтва — так само, не тільки Іспанії, але і по всіх іспаномовних країнах. Нарешті, видавці не лімітували розмір статей з найбільш важливих предметів, дозволяючи авторам детально розглядати їх з усіх сторін.
Серед інших особливостей «Енциклопедії Еспаса» Роберт Коллісон (англ. Robert Collison)) також відзначає велике число карт і планів (у тому числі і малодоступних місць), безліч репродукцій творів мистецтва, фундаментальні бібліографічні довідки (причому за загальним правилом наводиться література на багатьох мовах світу) і в цілому великий обсяг статей на найважливіші теми.

## Наступні випуски
Протягом 1930—1933 років була випущена серія з 10 томів, що актуалізують видання 1908—1930 років. Після цього, починаючи з 1934 року, як правило 1 раз на два роки, стало виходити періодичне оновлення по всьому обсягу матеріалу у формі Додатка (ісп. el Suplemento). Всього на 2009 рік було видано 35 додатків (36 томів), останнє з яких — за 2007—2008 роки. У складі Програми за 2003—2004 рік був перевиданий алфавітний індекс по всій тематики.
У 1983 році був виданий зведений індекс за Додатками, які вийшли в 1934—1980 роки; у 1997 році він актуалізовано в однотомному випуску «Apéndice A—Z», який у 1998 році замінений виданням «Index 1934—1996».
Таким чином, за станом на 2000 рік у рамках «Енциклопедії Еспаса» вийшло 113 томів у 116 книгах (за мінусом надлишкового «Apéndice A—Z» за 1934—1980). За розрахунками редакції, їх загальний обсяг становить понад 175 тис. сторінок, 200 млн слів, 197 тис. чорно-білих і 4,5 тис. кольорових ілюстрацій, 5 млн одиниць бібліографії в довідках. Кількість біографій становить 100 тис.
У 2003 році випущено перекомпоноване видання у 90 томах, у тому числі 82 оригінальних томи першого видання плюс нове 8-томний Енциклопедичний додаток (ісп. Complemento Enciclopédico) за 1934—2002 роки.
Перевидання оригінальних томів не є стереотипним; у них внесені редакційні правки, наприклад, у статтю bicicleta (з іспанської — «велосипед»), автор якої в 1910 році серед речей, рекомендованих любителям подорожей, пропонував брати з собою в дорогу пістолет або револьвер. Тим не менш, перевидання деяких з раніше виданих томів іноді викликає обурення в тих чи інших країнах, наприклад, на предмет расизму при викладенні матеріалу про нинішню Екваторіальну Гвінею